# Terreur blanche (Espagne)
Pour les articles homonymes, voir Terreur blanche.
Les noms de Terreur blanche (en espagnol, terror Blanco) ou de répression franquiste (represión franquista) désignent l'ensemble des exactions et répressions politiques exercées par le camp nationaliste puis par la dictature franquiste durant et après la guerre d'Espagne. Durant le conflit, elle se déroula en parallèle à la terreur rouge pratiquée en zone républicaine. 
La Terreur blanche proprement dite est considérée comme ayant duré environ jusqu'à la fin de la Seconde Guerre mondiale en 1945 bien que le concept de « répression franquiste » puisse s'entendre comme englobant l'ensemble des politiques répressives menées jusqu'à la mort de Francisco Franco en 1975.
Il existe en Espagne entre 600 et 800 charniers de républicains et d'opposants à la dictature franquiste. Des charniers contenant des milliers de cadavres de républicains assassinés sont encore découverts au début du XXIe siècle.

## Contexte
La terreur mise en place par les franquistes relève dès le début d'une volonté délibérée de détruire les fondements de la République espagnole. Dès avant le coup d'État des 17 et 18 juillet 1936, les officiers nationalistes prévoient de mettre en œuvre une purge politique radicale : dans son Instruction réservée n°1 datée du 25 mai 1936, le général Emilio Mola prévoit de « tenir compte de ce que l'action doit revêtir une violence extrême pour réduire le plus vite possible un ennemi qui est fort et bien organisé », prévoyant de soumettre à « des châtiments exemplaires » les dirigeants politiques et syndicaux et les notables qui ne soutiendraient pas le mouvement. Pour des raisons « relevant à la fois de la propagande et de l'autosuggestion », l'action est présentée comme préventive, afin d'empêcher une révolution communiste suscitée par les marxistes et les anarchistes : la politique d'extermination se présente d'emblée comme revêtue de la « légitimité » manichéenne d'un « combat du bien contre le mal ».

## Purge de la population
Dès le début du conflit, les nationalistes mettent en œuvre une politique de répression violente pour réduire leurs adversaires, mais aussi pour soumettre une majorité hostile dans de nombreuses régions du pays. Entre juillet 1936 et le début de 1937, les autorités nationalistes autorisent des tueries « discrétionnaires » mais la répression est bientôt planifiée et méthodiquement organisée. L'armée est également visée : des militaires fidèles au gouvernement républicain ou simplement hésitants sont abattus par leurs collègues ou leurs subordonnés dès le début du soulèvement. Huit généraux, un amiral, et un nombre important d'officiers subalternes sont abattus entre 1936 et 1939
La répression dans les territoires conquis par les nationalistes commence par l'exécution des dirigeants syndicaux et du gouvernement républicain, souvent abattus sur-le-champ. Les officiers restés fidèles au gouvernement sont également exécutés. Une fois les premières troupes nationalistes parties, la répression est poursuivie par la Phalange et par les requetés, qui se livrent à une purge de la population civile, visant dirigeants syndicaux, fonctionnaires du gouvernement républicain, politiciens de centre-gauche mais aussi intellectuels et enseignants supposés sympathisants de la République. À Huesca, une centaine de personnes soupçonnées d'appartenir à la franc-maçonnerie sont abattues, alors que la loge locale compte à peine une douzaine de membres. Le fait que les troupes nationalistes aient ou non rencontré une opposition ouverte ne fait pas de différence : à Burgos et à Pampelune, où aucune résistance n'est opposée, les purges commencent immédiatement.
Les nationalistes instituent des comités locaux, composés généralement de notables locaux, chargés de juger libéraux, francs-maçons et sympathisants de gauche réels ou supposés. La répression est particulièrement intense dans les fiefs de l'UGT et de la CNT, et tout particulièrement dans les régions où le Front populaire avait remporté les élections. À Logroño, plus de 2 000 personnes sont exécutées et enterrées dans des fosses communes. 
En Andalousie, en Castille, à Saragosse, à Majorque, la répression nationaliste est exercée, faisant preuve d'une « obsession du nettoyage idéologique et de l'épuration sociale ». 8 000 personnes sont exécutées à Séville, dont 3 028 dans la ville même avant janvier 1937, les survivants étant achevés au couteau ou à la baïonnette.
Au Pays basque, la répression vise notamment le clergé et les milieux catholiques, des listes de prêtres accusés de sympathies séparatistes ayant été dressées. Dès l'été 1936, des militants laïcs et des syndicalistes chrétiens sont exécutés en nombre, sans que le nombre des victimes dans les milieux catholiques ne soit exactement connu. On estime néanmoins qu'un tiers du clergé basque fut victime de cette épuration. Les figures de l'intelligentsia catholique progressiste ou simplement libérale sont traitées en ennemies.
Le 15 août, à Pampelune, des Phalangistes et des Requetés font cinquante ou soixante prisonniers, dont des prêtres soupçonnés de séparatisme basque : les otages sont tous fusillés, les phalangistes refusant de laisser aux prêtres le temps de les confesser. 2 789 victimes seront plus tard identifiées dans la province. À l'arrière du front, dans les zones nationalistes, la Phalange organise des escadrons mobiles pour mener à bien des opérations de nettoyage, afin de réaliser l'amputation des « membres gangrénés de la nation »

## Exactions des troupes nationalistes

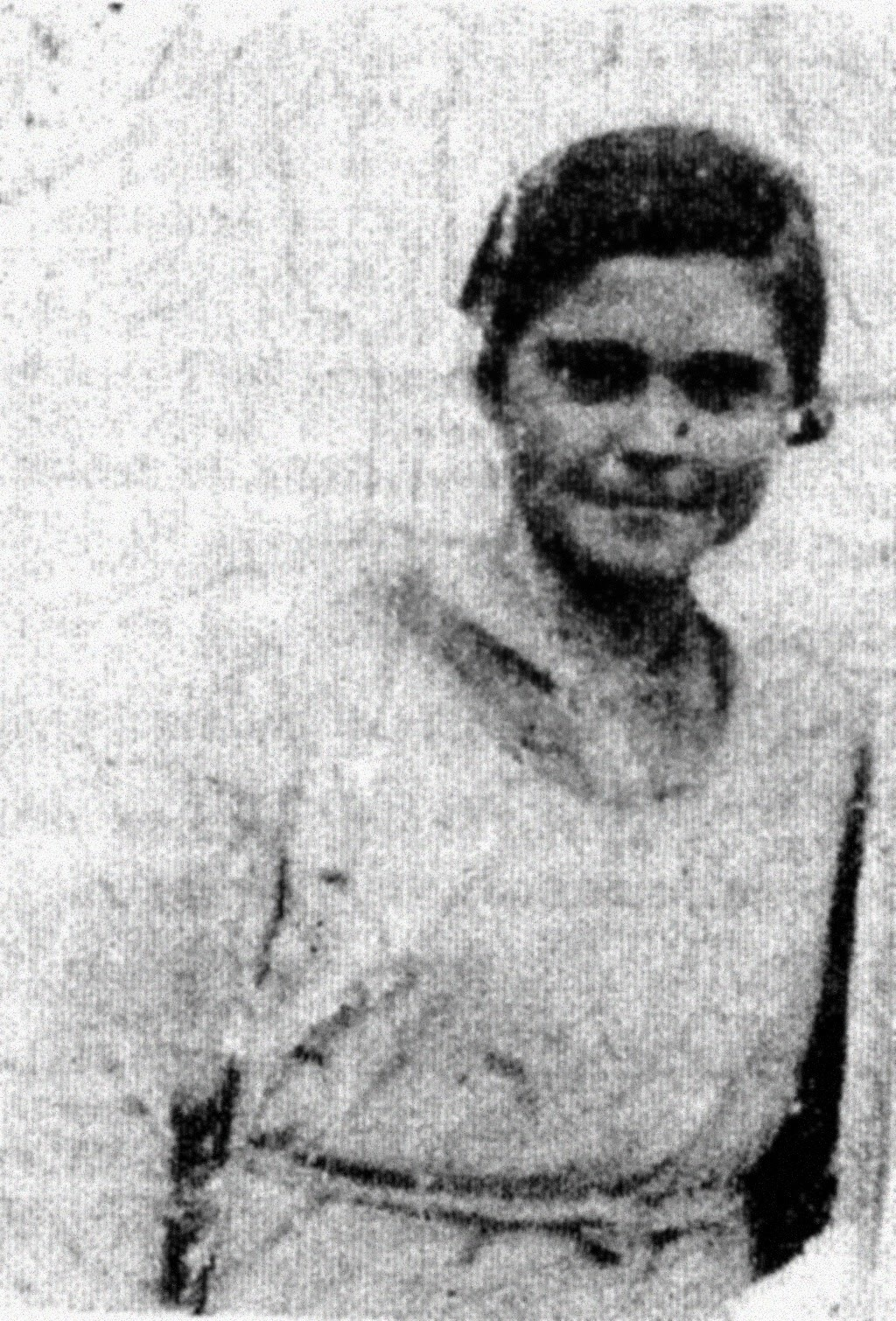
L'adolescente Maravillas Lamberto, violée et assassinée en 1936 en Navarre.

Lors de la prise de Cordoue, tombée sans grande résistance, le commandant de la Guardia civil, Bruno Ibañez, est explicitement chargé de mettre en place la répression là où les troupes nationalistes ont été jugées trop clémentes : plus d'une centaine de personnes sont arrêtées et exécutées dans les premiers jours. Environ 10 000 personnes sont tuées à Cordoue durant la guerre, soit près de 10 % de la population. Le massacre de Badajoz, commis par les troupes de Juan Yagüe, cause entre 6 000 et 12 000 morts dans toute la province. Les colonnes de soldats nationalistes avançant sur Madrid rasent des villages entiers. Les Regulares, troupes musulmanes du Maroc espagnol, qualifiés de « chrétiens honoraires » par les nationalistes, se distinguent par les atrocités commises, soulevant contre eux une haine particulière dans le camp républicain.
En de nombreux endroits, les tueries commises par les troupes nationalistes, durant et après le conflit, excèdent de beaucoup celles commises par le camp républicain : selon les chiffres obtenus par le consul du Royaume-Uni à Malaga, environ 16 952 personnes ont été exécutées dans la ville entre février 1937 et août 1944. Les « rouges » ayant précédemment tenu Málaga avaient exécuté ou assassiné environ 1005 personnes entre juillet 1936 et février 1937; les victimes faites par les nationalistes lors de leur première semaine de présence, du 8 au 14 février 1937, se montent à 3 500.

## Répression contre les femmes

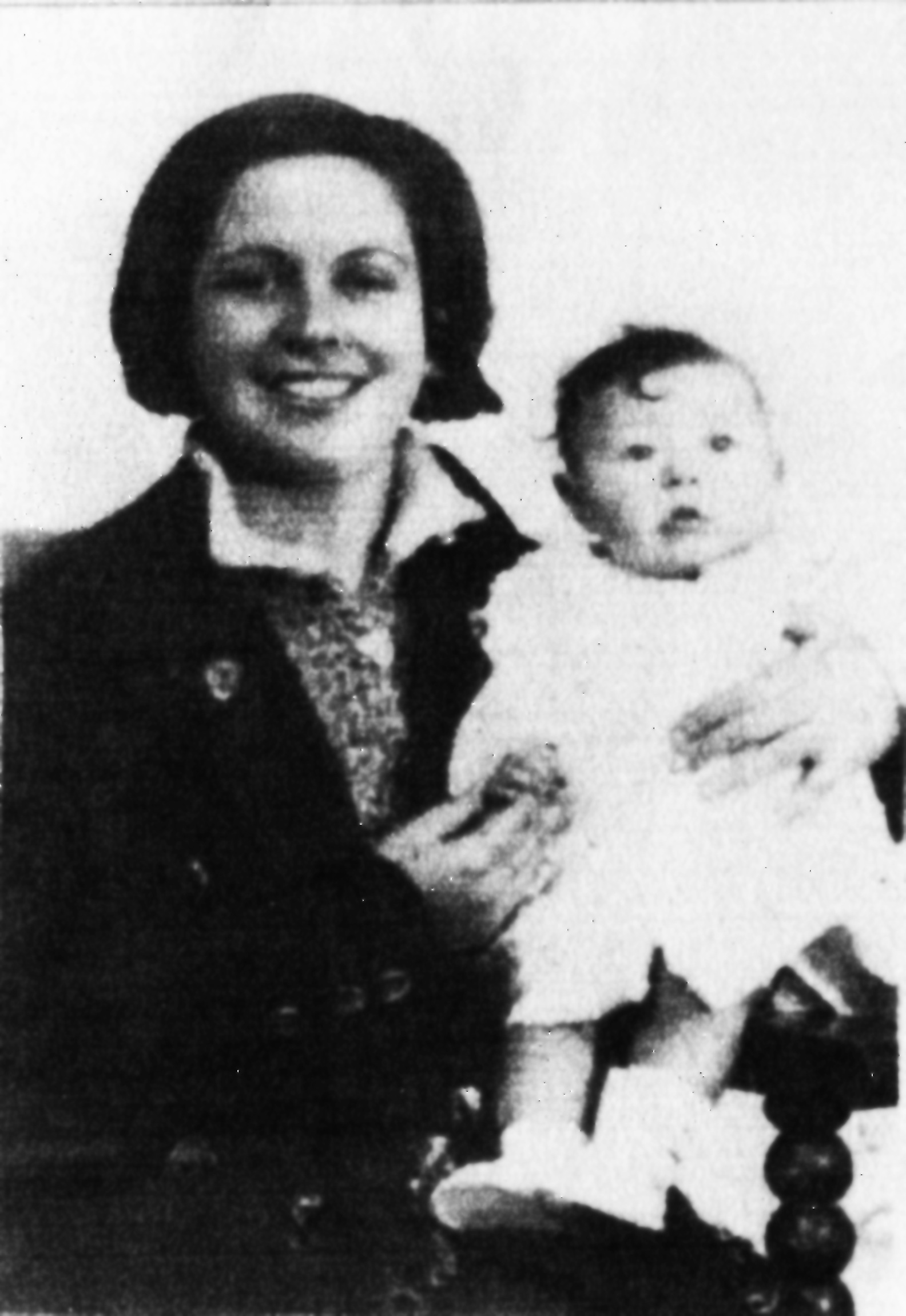
Photographie d'Aurora Picornell (1912-1937), républicaine espagnole fusillée à Porreres (Majorque), et de sa fille Octubrina.

La répression contre les femmes républicaines (ou compagnes de républicains) s'exerce dans les zones occupées. Elles sont victimes, par exemple, du châtiment de l'huile de ricin avant l'exécution, puis doivent défiler dans les rues des villes pour les humilier, rasées, avant d'être fusillées, comme le furent Les 17 Roses de Guillena, exécutées en Andalousie. 
Les cas de fusillades de femmes les plus documentés sont ceux des Treize Roses au cimetière de l'Almudena de Madrid et des Roges des Molinar, dont font partie Aurora Picornell et Catalina Flaquer, ainsi que ses deux filles, Antònia et Maria, à Majorque.  
En 1936, la pianiste Concha Monrás est fusillée à Huesca. En 1937, l'infirmière Anita Orejas est fusillée dans les Asturies et la syndicaliste Pepita Inglés exécutée sur le front d'Aragon. 
D'autres femmes sont tuées par le garrot, pour faire valeur d'exemple, comme Ana París García en 1938.
Des prisons sont spécialement dédiées à la répression des femmes, comme la prison de Saturraran, au Pays Basque, où est incarcérée l'infirmière asturienne Ángeles Flórez Peón, ou encore la prison pour femmes de Les Corts, à Barcelone, lieu d'internement notamment de la femme politique Carme Claramunt avant son exécution au Camp de la Bota en 1939.
Les enfants sont également victimes de la répression, comme Maravillas Lamberto (1922-1936), martyrisée, violée et assassinée à l'âge de 14 ans à Larraga par les phalangistes. Sa jeune sœur Josefina Lamberto, qui a vu l'arrestation, est envoyée de force dans une congrégation religieuse au Pakistan, interdite de communication avec autrui pour ne pas témoigner.

## Exécutions après la fin de la guerre
Durant les années de la seconde guerre mondiale, vus comme l'ennemi intérieur, « plusieurs dizaines de milliers de républicains furent encore passés par les armes. »
Les procès sont particulièrement arbitraires. Des groupes de prisonniers, qui ne se connaissent pas entre eux et qui sont accusés de délits différents, sont jugés d’un bloc. Ils n’ont pas accès au dossier à charge, qui consiste en accusations lues à haute voix, sans qu'aucune preuve ne soit avancée. Le juge, le procureur et l’avocat de la défense sont tous des membres de l'armée franquiste. Il n’est jamais permis de faire appel.
Ainsi, lors du procès d'une vingtaine d'anciens soldats républicains, le procureur déclare : « Peu m’importe que vous soyez ou non innocent de ce dont on vous accuse, je ne veux même pas le savoir. Et je ne prendrai pas connaissance des excuses, alibis ou circonstances atténuantes que vous pourriez invoquer. Comme dans les précédentes cours martiales, je dois fonder mes accusations sur les dossiers préparés par les enquêteurs d’après les dénonciations. Pour les accusés, je représente la justice. Ce n’est pas moi qui les condamne, mais leur propre ville, leurs ennemis, leurs voisins. Je ne fais que prêter ma voix aux accusations que d’autres ont formulées discrètement. Mon attitude est cruelle et impitoyable, et on pourrait croire que mon travail consiste simplement à alimenter les pelotons d’exécution pour que leur travail de purification sociale puisse se poursuivre. Mais non, nous tous ici qui avons gagné la guerre, nous y participons et notre vœu est d’éliminer toute opposition afin d’imposer notre ordre. Considérant qu’il y a des crimes de sang dans toutes les accusations, j’en suis arrivé à la conclusion que je dois exiger la peine de mort ; j’exige le peloton pour les dix-huit premiers de la liste et le garrot pour les deux autres. Rien de plus. » L’avocat de la défense représente les vingt accusés en même temps, sans avoir le temps ou la possibilité de préparer la moindre argumentation. Il se lève et dit : « Après avoir entendu les graves accusations qui ont été prononcées contre ceux que je suis ici pour défendre, je ne peux que plaider la pitié. Rien de plus. »

## Bilan
Les tueries assimilées à la « Terreur blanche » durent encore plusieurs années après la fin de la guerre. Différentes estimations globales présentent des chiffres se montant à environ 150 000 victimes, certaines allant jusqu'à 400 000 morts,, en fonction de la période considérée et de l'inclusion ou non des victimes des camps. 
En 1948, le journaliste américain Charles Foltz indique qu'un bilan de 193 000 personnes exécutées après la fin de la guerre lui a été transmis par un fonctionnaire anonyme du ministère de la Justice. Pour l'historien britannique Hugh Thomas, ce bilan, « souvent mentionné » semble cependant « peu probable ; peut-être ce chiffre se réfère-t-il au nombre de condamnations à mort qui furent prononcées, sans tenir compte des peines qui furent commuées. Ou, peut-être, inclut-il tous ceux qui furent exécutés en Espagne nationaliste pendant, ainsi qu'après la guerre? ».
Selon l'historien britannique Antony Beevor, le nombre total des victimes de la répression franquiste pourrait approcher les 200 000, compte tenu du fait que le bilan de la guerre civile dans plusieurs provinces espagnoles n'a pas encore été réalisé.
Toutefois selon l'étude réalisée par le docteur Larrazabal dans le cadre de la consultation des statistiques de l'INE (Instituto Nacional de Estadistica) et des registres de l'état civil, le nombre des exécutés judiciairement du 1er janvier 1939 au 31 décembre 1959 est de 22 716[réf. nécessaire]. 
Selon Hugh Thomas, le bilan de la répression nationaliste s'élève à 75 000 morts pendant la guerre dont les deux tiers sont tués lors des six premiers mois du conflit, « y compris les exécutions dans les camps d'internement, sur le front ou ordonnées par les tribunaux après 1936 ». Il considère également que la répression fait « plusieurs dizaines de milliers » de morts après la fin de la guerre. Gabriel Jackson donne quant à lui un bilan de 200 000 tués pendant la guerre et 200 000 autres victimes entre 1939 et 1944. Alberto Reig Tapia fait état de 150 000 à 200 000 personnes condamnées à mort et exécutées, entre avril 1939 et juin 1944. Cependant pour Borja de Riquer, 150 000 condamnations à mort sont prononcées après la guerre, mais 50 000 sont appliquées. Borja de Riquer fait également état de peut-être 15 000 personnes mortes à cause des mauvaises conditions de détention dans les prisons et les camps de concentration.